# Thricops albibasalis
Thricops albibasalis är en tvåvingeart som först beskrevs av Zetterstedt 1849.  Thricops albibasalis ingår i släktet Thricops och familjen husflugor. Arten är reproducerande i Sverige. Inga underarter finns listade i Catalogue of Life.